# Calculate Linux
 (janvier 2024).
Si vous disposez d'ouvrages ou d'articles de référence ou si vous connaissez des sites web de qualité traitant du thème abordé ici, merci de compléter l'article en donnant les références utiles à sa vérifiabilité et en les liant à la section « Notes et références ».
Calculate Linux est une famille de distributions GNU/Linux entreprise, qui utilise des profils portables et le déploiement centralisé des logiciels. Elle est basée sur et entièrement compatible avec Gentoo Linux.

## Historique
Calculate Linux est née en juin 2007, d'où son numéro de version : 7.6. À l'origine, elle était distribuée comme une archive stage 4 (en) ; son installation se faisait avec l'outil Calculate. Le premier Live CD de Calculate Linux est sorti peu après. Désormais, toute application accessoire est installée depuis l'overlay Calculate, ce qui assure la compatibilité complète du système avec Gentoo.
À partir de la version 9.0, la distribution propose une solution client-serveur prête au déploiement en entreprise, avec une authentification centralisée et le stockage des comptes utilisateurs sur le serveur. La configuration du serveur est assurée par les utilitaires Calculate 2. Du temps de 9.0, les comptes samba, ftp, courrier électronique, jabber, etc., étaient stockés par le serveur LDAP.
Calculate Linux 10.0 introduit les profils Portage pour toutes ses distributions, facilitant le contrôle des mises à jour avec la gestion automatique des dépendances.
La version 10.9 offre un nouvel outil d'installation inclus dans Calculate 2, cl-install, qui dispose d'une interface graphique.
À partir de la version 11.0, des dépôts de paquets binaires ont été créés pour Calculate Linux Desktop (KDE, GNOME et XFCE) aussi bien que pour Calculate Directory Server.
La version 14, parue le 5 septembre 2014, apporte une refonte des Calculates Utilities, et la possibilité de mettre à jour en un clic de manière graphique, ou via la commande cl-update, la distribution.
Le 5 juin 2015, la version 14.16.2 est publiée, avec notamment la mise à jour des principaux paquets comme le noyau en version 3.18 et Libre Office 4.4.3, et l'introduction de python 3.4 en plus de python 2.7.
Le 31 décembre 2015, la version 15.12 est publiée.
Le 20 mai 2016, la version 15.17 est publiée. Migration de KDE 4 à Plasma 5, python 3.4 par défaut, sélection du miroir de mise à jour le plus rapide pour l'installation des mises à jour.
Le 30 décembre 2016, la version 17 est publiée. Migration de l'édition MATE à la version 1.16.1 avec support GTK3+. Une nouvelle saveur serveur est disponible : Timeless. Officialisation des versions de développement de CLDC (Cinnamon) et CLDL (LXQt).
Le 1er juillet 2017, la version 17.6 est publiée. Cette version symbolise les 10 ans d’existence de la distribution. MATE passe en version 1.18, CLDC (Cinnamon) est publiée officiellement et offre la version 3.4 de l'environnement de bureau. CLD met à disposition KDE Plasma 5.9.5 ainsi que les KDE Frameworks 5.35. On notera l'introduction de CLC (Calculate Linux Container), un conteneur LXC/LXD prêt à l'emploi. Plus de 8 200 paquets binaires sont disponibles.
Le 30 décembre 2017, la version 17.12 est publiée. Il est possible depuis cette version d'installer Calculate Linux sur du RAID Logiciel, la réactivité et consommation mémoire est améliorée grâce à MUQSS et UKSM. L'édition serveur a un noyau plus léger et optimisé. Passage au noyau 4.14 LTS.
Le 22 février 2018, la version 17.12.2 est publiée. Quelques changements et corrections sont apportées. Cette version est notamment basée sur les profils Gentoo 17.0. Ajout des patchs pour SPECTRE et MELTDOWN.
Le 27 décembre 2019, la version 20 est publiée. Elle apporte pas mal de changements. On peut noter le passage à GCC 9.2, compatibilité avec le profile Gentoo 17.1, le changement de layman vers eselect-repository, les pilotes modsettings et vmwgfx sont  pris en charge nativement, et mplayer est supprimé au profit de MPV.
Le 21 Juin 2020, la version 20.6 est publiée. Elle signe les 13 ans du projet. Elle apporte des nouveautés ainsi que l'activation par défaut de zRAM en lieu et place d'une partition swap. Plusieurs distributions vont suivre le modèle, comme Fedora, qui intégrera zRAM dans sa version 33. Le navigateur par défaut passe de Firefox à Chromium, pour des raisons de meilleure compatibilité avec les outils de visioconférence, utilisés massivement à la suite du confinement en Russie. Six noyaux sont disponibles sous forme de paquets binaires, dont le noyau intégrant le patch fsync afin de bénéficier de meilleures performances dans Steam.

## Caractéristiques
- Solution client-serveur prête à l'emploi
- Déploiement rapide en entreprise
- Solution complète de gestion de réseaux hétérogènes
- Mises à jour en rolling release
- Inclut les utilitaires Calculate spécialement conçus pour configurer, assembler, mettre à jour et installer le système
- Possibilité d'assemblage interactif, avec personnalisation de l'image ISO
- Une administration facile
- Support multimédia clé en main
- Peut être installé sur une clé USB ou un disque dur externe avec comme système de fichier : ext2, ext3, ext4, reiserfs, btrfs (compress), xfs ou jfs
- 100 % compatible avec Gentoo, mais des paquets précompilés sont fournis pour toutes les applications de base
- Plus simple et rapide à installer que Gentoo et peut être vue comme une alternative à Sabayon Linux
- Synchronisation rapide, avec l'arbre Portage désormais sur Git
- Plus de 12000 paquets binaires évitant ainsi la compilation de paquets usuels avec leurs options par défaut (Chromium, Firefox, LibreOffice, etc.)

## Distributions
Calculate Linux est une famille de cinq distributions : Calculate Directory Server (CDS), Calculate Linux Desktop (CLD, CLDX CLDM), Calculate Media Center (CMC), Calculate Linux Scratch (CLS), Calculate Linux Container (CLC)
Le système peut être chargé à partir du disque dur ou d'un USB-HDD, d'un CD/DVD ou d'une clé USB.
- Calculate Directory Server (CDS) peut être utilisée comme contrôleur de domaine, permettant de gérer des services tels que Samba, courrier électronique, Jabber, ou encore Proxy avec des instructions simples et intuitives, exécutées par les utilitaires Calculate 2. Normalement, une nouvelle version de la distribution sort tous les deux ou trois mois, après la sortie du paquet calculate-server qui fait partie des Calculate 2 (licence Apache2).
- Calculate Linux Desktop KDE (CLD) est une station de travail qui propose un environnement convivial avec l'interface graphique KDE, capable de s'attaquer à toute tâche de bureautique. Ses avantages principaux sont une installation rapide, une mise à jour facilitée et la possibilité de stocker les comptes utilisateurs sur le serveur.
- Calculate Linux Desktop XFCE (CLDX) est une version allégée, qui peut tourner sur un ordinateur ayant peu de mémoire vive (à partir de 196 MB). Elle a toutes les fonctionnalités de KDE ; les deux bureaux ont une apparence identique. Les utilisateurs pourront opter pour l'une ou l'autre interface graphique, en passant facilement des applications Qt4 à Gtk, en partageant les fichiers et les documents créés sous Windows.
- Calculate Linux Desktop MATE (CLDM) est une version qui contient l'environnement de bureau MATE avec l'ensemble du kit logiciel associé.
- Calculate Linux Desktop Cinnamon (CLDC) est une version qui contient l'environnement de bureau Cinnamon avec l'ensemble du kit logiciel associé.
- Calculate Linux Desktop LXQt (CLDL) est une version qui offre une expérience avec le bureau LXQt.
- Calculate Media Center (CMC) était une variante optimisée pour le stockage et la lecture des fichiers multimédia, qui n'existe plus dans l'actualité.
- Calculate Linux Scratch (CLS) est une distribution de base qui, à l'instar de stage3, permet de créer un système personnalisé. Par contre, elle contient, en plus de stage 3, un kit minimal de paquets accessoires, des pilotes, des bibliothèques, les sources du noyau Linux et Portage.
- Calculate Linux Container (CLC) est une archive de base qui permet de déployer un conteneur en environnement LXC/LXD.

Bien qu'il n'existe pas de version avec l'environnement GNOME, un bénévole français a réalisé une version GNOME communautaire, appelée CLDGA du nom de son créateur (Calculate Linux Desktop Gnome Adrien). C'est une des rares distribution linux prête à l'emploi avec un environnement GNOME dépourvue de systemd.

## Les composants de Calculate Linux Desktop
- Environnement graphique Plasma (KDE5), XFCE, MATE,LXQt  ou Cinnamon
- Suite bureautique LibreOffice
- Suite Internet avec Chromium
- Noyau Linux 5.4 LTS
- Utilitaires Calculate 3.6.8, pour administrer le système

## Les composants de Calculate Directory Server
- Serveur de répertoires OpenLDAP
- Serveur de fichiers Samba
- Serveur mail Postfix
- Serveur Jabber Ejabberd
- Serveur de proxy Squid
- Serveur DNS Bind
- Serveur DHCP DHCP
- Utilitaires Calculate 3, pour administrer le serveur

## Gestion de paquets et mises à jour
La gestion des paquets logiciels est assurée par portage. Elle se réalise en ligne de commande grâce à la commande emerge.
Calculate Linux est une distribution en Rolling release. Cela signifie qu'il n'y a qu'une seule version de Calculate Linux qui se met à jour au fil du temps et que l'utilisateur n'a pas à réinstaller le système régulièrement.
Si sa base Gentoo est disponible dans de nombreuses architectures, Calculate Linux supporte actuellement AMD64 uniquement.

## Overlays
Un overlay (littéralement « surcouche ») regroupe un ensemble de programmes correspondant généralement à une tâche spécifique ainsi que les outils nécessaires à leur incorporation dans Portage. Il est ainsi possible d'installer facilement ces programmes et d'accroître les possibilités de Calculate Linux. Ce sont une sorte de dépôts additionnels.
Les overlays servent aussi à installer proprement un programme récent, mais encore absent de l'arbre principal que l'on pourra remplacer ensuite par son équivalent « officiel » sans soucis. Rien n'empêche de compiler et d'installer un logiciel, mais, dans ce cas, l'utilisateur risque d'avoir un programme ne respectant pas l'ordre ou la structure de la distribution et devra faire attention lors de l'arrivée du logiciel dans l'arbre principal, car il pourrait y avoir des fichiers de configurations mal placés par exemple.
Certains overlays utilisent le programme « layman » pour les regrouper et faciliter leur installation et leur gestion.
Depuis calculate 20, les overlays utilisent eselect pour leur gestion.